# Французское дворянство
Францу́зское дворя́нство (фр. la noblesse française или la noblesse de France) — привилегированное сословие феодального происхождения во Франции.

## Характеристика

### Верховная власть и придворная знать
Всего резче отличалось от буржуазии дворянство во Франции, пример которой подействовал и на Германию. Французская феодальная аристократия, разделившая между своими членами права верховной власти, стала мало-помалу лишаться своей политической независимости благодаря росту королевской власти, поддерживаемой отчасти другими классами, именно горожанами, которые видели в короле естественную защиту от притеснений дворянства.
Некоторое время, однако, казалось, что дворянство и буржуазия, представленные в собрании государственных чинов, будут отстаивать права страны против чрезмерного усиления королевской власти. Однако короли сумели привлечь на свою сторону дворянство и из самостоятельной, стоящей среди народа крупной землевладельческой аристократии сделать послушную, оторванную от народа придворную знать, сохранившую, однако, все тягостные для народа привилегии (изъятие от податей) и феодальные права над крестьянами (оброки, пошлины, судебные права и т. п.).

### Общественная ситуация
Общественное убеждение, в силу которого дворянство считалось обладающим другой, более благородной кровью, чем народ, во Франции поддерживалось с особой силой. Браки между знатью и буржуазией хотя и не были запрещены законом, но считались неравными (mésalliance), а дворянин, занимавшийся торговлей, унижал своё звание (dérogation).

## История

### Старая Франция

#### Высшее и низшее феодальное дворянство
В старой Франции было высшее и низшее феодальное дворянство (noblesse; слово gentil’homme значит родовитый человек — homo gentilis). Первое состояло из пэров королевства, не имевших более суверенных прав, после того как большие и маленькие самостоятельные владения, образовавшиеся в пределах французского государства при последних слабых Каролингах, были опять обращены Капетингами в простые государственные области.
В ранние времена эти пэры составляли, как и в Англии, верховный совет короля (le grand conseil), бывший одновременно верховным судом и высшим политическим органом. Позже их всё более и более вытесняли оттуда; в суде их заменили учёные легисты, а совещательное влияние они потеряли вследствие постоянного стремления французских королей к неограниченной власти, так что перед революцией высшее дворянство едва ли отличалось от низшего чем-нибудь, кроме внешних знаков преимущества.

#### Деление по судебным правам
По своим судебным правам дворянство Франции делилось на обладателей высшей, средней и низшей юстиции. Весьма многочисленный и влиятельный контингент для низшего дворянства представляло в дореволюционной Франции так называемое дворянство мантии (noblesse de robe, существовало с 1600 года), то есть члены высших судов или парламентов, приобретавшие дворянский чин гражданской службой.

### XVIII век, уничтожение дворянских привилегий
Революция 1789 г. уничтожила не только все привилегии дворянства (дворянские депутаты сами отказались от них в знаменитом ночном заседании 4-го августа), но также и само дворянство как отдельное сословие. Употребление дворянских титулов, гербов и т. п. было запрещено под страхом наказания.

### XIX век, возвращение дворянства
Наполеон I декретами 1806—1808 гг. создал новое дворянство (отчасти с майоратами). В уголовном кодексе 1810 г. налагалось наказание за незаконное присвоение дворянских титулов. Хартия 1814 г. хотя и провозгласила принцип равенства всех перед законом, тем не менее позволила старому дворянству возобновить, а новому — удержать свои титулы. Королю предоставлено было право жаловать дворянство, однако, без освобождения от повинностей и без привилегий.
Пересмотренная хартия 1830 г. ничего в этом не изменила; но при пересмотре уголовного кодекса в 1832 г. запрещение незаконного присвоения дворянских титулов было уничтожено, так что с этих пор каждый француз мог носить какой ему угодно титул. Закон 1835 г. запретил учреждение майоратов. Попытки императора Наполеона III снова регулировать вопрос о титулах в смысле уголовного кодекса 1810 г. не имели прочных последствий.